# Jeff D'Agostino
Jeffrey Frank D'Agostino (né le 5 septembre 1982 à Fort Collins, Colorado) est un acteur et musicien américain.

## Jeunesse et carrière
Jeff a commencé à jouer dans des programmes de théâtre locaux dans sa ville natale à l'âge de huit ans. Après avoir assisté à un cours de télévision et de cinéma à Fort Collins, un agent artistique basé à Los Angeles lui a proposé d'être représenté à l'âge de treize ans. Après avoir passé quelques mois à Los Angeles, il a décroché le rôle principal dans le pilote de Nickelodeon TV, Skwids (1996). Avec l'annonce de la reprise de la série dans le spectacle, Jeff et sa famille n'ont malheureusement pas pu s'installer définitivement à Los Angeles. De retour au Colorado, il a continué ses études au lycée avec l’intention de retourner à Los Angeles après avoir obtenu son diplôme. Au cours de sa première année de lycée, Jeff a pu travailler sur le film indépendant Sign of the Times (1999) avant de déménager à Los Angeles. En plus de sa carrière d'acteur, Jeff était également membre du groupe "The Perfect Victim", mais il s'est dissous en 2008 et a formé un nouveau groupe du nom "Dilemma" en 2009. En 2011, le groupe a signé avec un label et, en raison de problèmes de droits d'auteur, il a fallu changer de nom et s'appelle désormais "Perfect Dilemma". Ils travaillent actuellement sur leur premier album. 
Il a interprété le personnage de Toast dans le film Getting -There de Mary-Kate et Ashley en 2003 et est apparu dans un épisode de Veronica Mars (M.A.D) jouant Tad en 2005. 

## Filmographie
- Zombie Roadkill (2010) : Nate
- Potter's Field  (2010) : Daryl Hexler
- Pound of Flesh (2010) : Tom
- Private High Musical (2008) : Shoe
- The Sasquatch Dumpling Gang (2006) : Dagan
- Les experts (2005) : Gerald 'Blinky' Allison
- Veronica Mars (2005) : Tad Wilson
- When Do We Eat ? (2205) : Shaffer
- Phil of the Future (2004-2005) : Myron
- FBI : Portés disparus (2203) : Calvin Fuller
- Les Experts : Miami (2202) Timmy Diehl
- Getting There (2202) : Toast